# Trophée Charles-Ramsay
Le Trophée Charles-Ramsay récompense le meilleur pointeur de la saison régulière en Ligue Magnus (championnat de France de hockey sur glace). Il porte le nom de Charles Ramsay.
Franck Pajonkowski (Megève puis Rouen) est le plus titré avec cinq trophées. Les joueurs rouennais sont les plus récompensés par ce trophée : ils l'ont remporté 18 fois .

## Palmarès
| Saison    | Joueur               | Club                          | Buts | Aides | Points |
| --------- | -------------------- | ----------------------------- | ---- | ----- | ------ |
| 1977-1978 | Guy Dupuis           | Ours de Villard-de-Lans       |      |       |        |
| 1978-1979 | Luc Tardif           | Chamonix Hockey Club          |      |       |        |
| 1979-1980 | Luc Tardif           | Chamonix Hockey Club          |      |       |        |
| 1980-1981 | Luc Tardif           | Chamonix Hockey Club          | 41   | 29    | 70     |
| 1981-1982 | Roland Cloutier      | Chamonix Hockey Club          |      |       |        |
| 1982-1983 | Luc Tardif           | Chamonix Hockey Club          |      |       |        |
| 1983-1984 | Roland Cloutier      | Rapaces de Gap                |      |       |        |
| 1984-1985 | Franck Pajonkowski   | Boucs de Megève               | 42   | 42    | 84     |
| 1985-1986 | Guy Fournier         | Viry-Châtillon Essonne Hockey | 46   | 42    | 88     |
| 1986-1987 | Guy Fournier         | Viry-Châtillon Essonne Hockey | 64   | 46    | 110    |
| 1987-1988 | Marc Gervais         | Ours de Villard-de-Lans       | 50   | 36    | 86     |
| 1988-1989 | André Côté           | Diables rouges de Briançon    | 35   | 69    | 104    |
| 1989-1990 | Jean-François Sauvé  | Tours                         | 43   | 62    | 105    |
| 1990-1991 | Franck Pajonkowski   | Dragons de Rouen              | 38   | 50    | 88     |
| 1991-1992 | Guy Fournier         | Dragons de Rouen              | 33   | 31    | 64     |
| 1992-1993 | Claude Verret        | Dragons de Rouen              | 40   | 43    | 83     |
| 1993-1994 | Franck Pajonkowski   | Dragons de Rouen              | 50   | 54    | 104    |
| 1994-1995 | Guy Fournier         | Dragons de Rouen              | 28   | 31    | 59     |
| 1995-1996 | Franck Pajonkowski   | Dragons de Rouen              | 37   | 21    | 58     |
| 1996-1997 | Franck Pajonkowski   | Dragons de Rouen              | 37   | 38    | 75     |
| 1997-1998 | Éric Pinard          | Dragons de Rouen              | 44   | 35    | 79     |
| 1998-1999 | Josef Podlaha        | Brûleurs de loups de Grenoble | 29   | 36    | 65     |
| 1999-2000 | Juha Jokiharju       | Gothiques d'Amiens            | 20   | 39    | 59     |
| 2000-2001 | Juha Jokiharju       | Dragons de Rouen              | 20   | 41    | 61     |
| 2001-2002 | Guillaume Besse      | Dragons de Rouen              | 34   | 24    | 58     |
| 2002-2003 | Éric Doucet          | Dragons de Rouen              | 38   | 44    | 82     |
| 2003-2004 | François Rozenthal   | Gothiques d'Amiens            | 22   | 18    | 40     |
| 2004-2005 | Steven Reinprecht    | Scorpions de Mulhouse         | 20   | 27    | 47     |
| 2005-2006 | Carl Mallette        | Dragons de Rouen              | 29   | 31    | 60     |
| 2006-2007 | Marc-André Thinel    | Dragons de Rouen              | 21   | 35    | 56     |
| 2007-2008 | Marc-André Thinel    | Dragons de Rouen              | 25   | 35    | 60     |
| 2008-2009 | Jean-François Dufour | Diables rouges de Briançon    | 18   | 40    | 58     |
| 2009-2010 | Jonathan Bellemare   | Ducs d'Angers                 | 18   | 43    | 61     |
| 2010-2011 | Carl Mallette        | Dragons de Rouen              | 25   | 32    | 57     |
| 2011-2012 | Martin Gascon        | Ducs de Dijon                 | 15   | 44    | 59     |
| 2012-2013 | Francis Charland     | Chamois de Chamonix           | 30   | 17    | 47     |
| 2013-2014 | Danick Bouchard      | Gothiques d'Amiens            | 24   | 27    | 51     |
| 2014-2015 | Julien Desrosiers    | Dragons de Rouen              | 9    | 38    | 47     |
| 2015-2016 | Maxime Lacroix       | Ducs d'Angers                 | 22   | 25    | 47     |
| 2016-2017 | Samuel Takáč         | Lions de Lyon                 | 24   | 37    | 61     |
| 2017-2018 | Alexandre Giroux     | Brûleurs de loups de Grenoble | 25   | 33    | 58     |
| 2018-2019 | Guillaume Leclerc    | Brûleurs de loups de Grenoble | 29   | 32    | 61     |
| 2019-2020 | Alex Aleardi         | Brûleurs de loups de Grenoble | 26   | 37    | 63     |
| 2020-2021 | Nicolas Deschamps    | Dragons de Rouen              | 10   | 19    | 29     |
| 2021-2022 | Damien Fleury        | Brûleurs de loups de Grenoble | 41   | 47    | 88     |
| 2022-2023 | François Beauchemin  | Dragons de Rouen              | 27   | 50    | 77     |
| 2023-2024 | Alexandre Lavoie     | Brûleurs de loups de Grenoble | 15   | 42    | 57     |
| 2024-2025 | Brady Shaw           | Ducs d'Angers                 | 36   | 24    | 60     |